# 19 Regiment Strzelców Koronnych

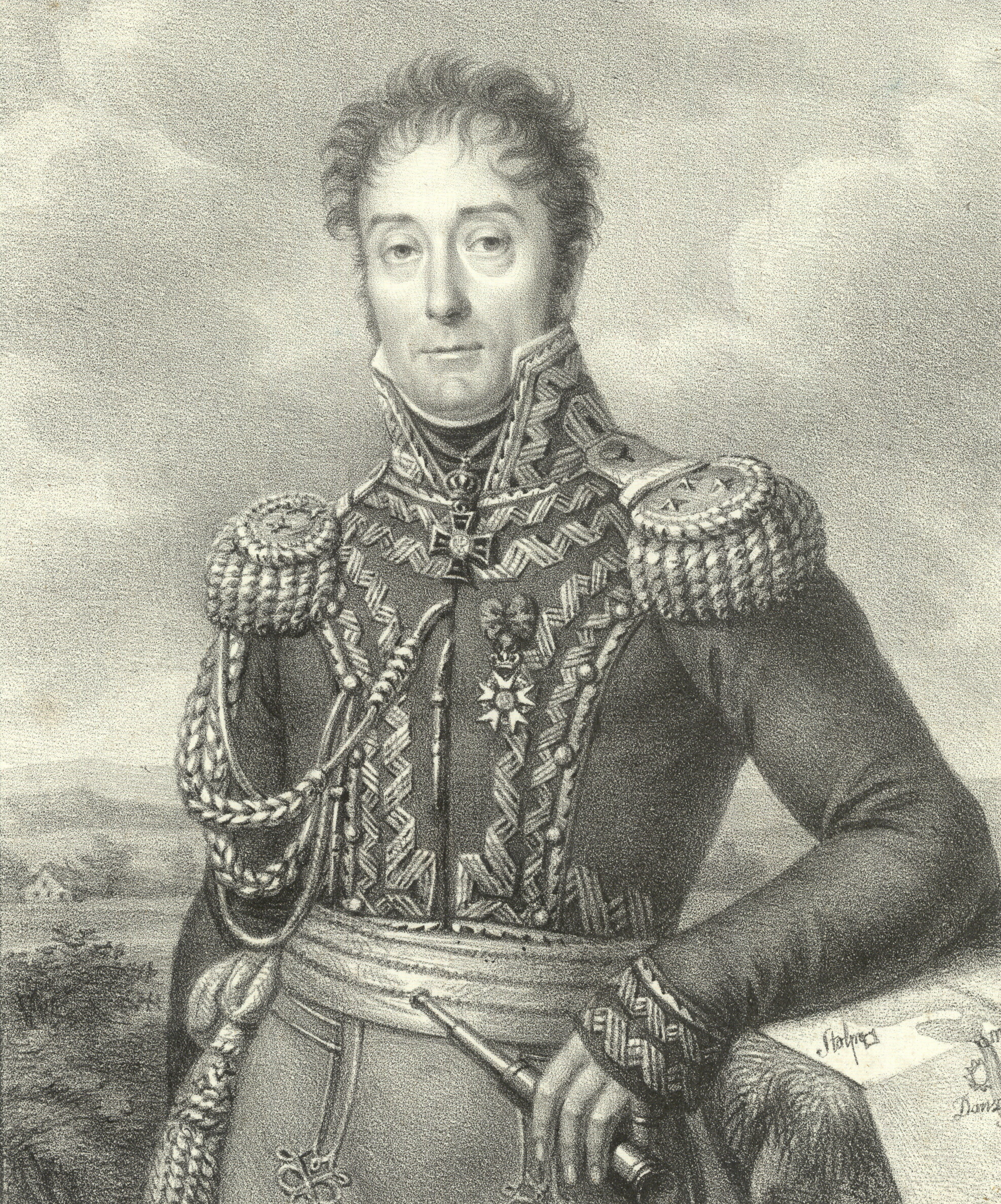
Michał Sokolnicki, pierwszy komendant regimentu

19 Regiment Strzelców Koronnych – oddział piechoty armii koronnej wojska I Rzeczypospolitej.

## Formowanie i zmiany organizacyjne
Regiment ten został sformowany w kwietniu 1794 przez Michała Sokolnickiego z mieszkańców „województw wielkopolskich”. W lipcu 1794 otrzymał nr 19.
Zalążkiem regimentu stał się batalion (legion) strzelców. Batalion miał być skierowany do prowincji wielkopolskiej  w celu wywołania tam powstania. Sokolnicki uzyskał prawo wypełniania jednostki rekrutem i obsadzania stanowisk oficerskich według „100-tysięcznego etatu”.Do 4 maja batalion stacjonował w „domu murowanym w ogrodzie reformackim”, następnie przeniósł się do „dworku Gdańskiego” przy ul. Miodowej, a w lipcu koszarami jednostki stał się pałac marszałka nadwornego koronnego Kazimierza Raczyńskiego przy ul. Długiej.
Zalążkiem batalionu strzelców  było 200 ochotników mieszczańskich wyekwipowanych przez konfraternię kupiecką Miasta Wolnego Warszawy. Później  zabrano tę grupę Sokolnickiemu i przekazano do municypalnego batalionu płk. Jana Czyża. Sokolnicki rekrutował zaciągiem wolonterskim i przyjmował do wojska każdego, kto się zgłaszał. Dlatego prócz Wielkopolan do batalionu wcielono dużą liczbę mieszczan pochodzących z Warszawy. Podstawowym żołnierzem jednostki stał się ostatecznie  rekrut 5-dymowy z księstwa mazowieckiego. Liczebność regimentu wynosiła w maju 277 żołnierzy. 22 maja rząd polecił wydać Sokolnickiemu z ziemi czerskiej 100 kantonistów, z powiatu garwolińskiego – 100 i z ziemi warszawskiej też 100. Do 30 maja w Warszawie nie pojawił się żaden z wyznaczonych kantonistów.
24 czerwca w dokumentach pojawiła się po raz pierwszy nazwa – 19 regiment. Nowo powstały batalion liniowy posiadał wtedy 125 ludzi. 10 września ponad 100 żołnierzy batalionu strzeleckiego pomaszerowało do Wielkopolski. Tam wzmocniono tę kompanię przeszło 200 ludźmi z pospolitego ruszenia województwa łęczyckiego. Maksymalny stan liczebny regiment osiągnął na przełomie września i października i wynosił on 1221 głów. Na uzbrojeniu regiment posiadał 858 karabinów.

## Żołnierze regimentu
Organizatorem i dowódcą regimentu był  Michał Sokolnicki – 33-letni inżynier wojskowy, wykształcony w kraju i za granicą. W kwietniu 1794 awansował z majora na pułkownika, a 13 listopada na generała majora. Zastępcą Sokolnickiego i dowódcą batalionu strzeleckiego był 37-letni ppłk Franciszek Rymkiewicz. W batalionie strzeleckim służył też kpt. z kompanią Józef Drzewica Kowacz ( po odejściu Rymkiewicza–jego dowódca), a w batalionie liniowym dowódca  ppłk Klaudiusz Billiot i zastępca dowódcy mjr Józef Jurkiewicz.

## Walki regimentu
Po 20 czerwca regiment walczył w oddziale gen. Sierakowskiego, 
Bitwy i potyczki
- Warszawa
- pod Marymontem (24 lipca)
- bitwa pod Krupczycami (16 września)
- pod Brześciem (17 września)